# Samir Mazloum
Samir Mazloum (* 10. September 1934 in Kaakour) ist emeritierter Kurienbischof in Antiochien.

## Leben
Samir Mazloum empfing am 7. Juni 1964 die maronitische Priesterweihe. Johannes Paul II. ernannte ihn am 11. November 1996 zum Weihbischof in Antiochien und Titularbischof von Callinicum dei Maroniti. 
Der Maronitische Patriarch von Antiochien und des ganzen Orients, Nasrallah Boutros Kardinal Sfeir, spendete ihm am 11. Januar desselben Jahres die Bischofsweihe; Mitkonsekratoren waren Francis Mansour Zayek, Erzbischof ad personam von Saint Maron in Brooklyn, und Joseph Mohsen Béchara, Erzbischof von Antelien.
Im Jahr 2000 wurde er zum Kurienbischof in Antiochien ernannt. Am 6. Juni 2011 nahm Papst Benedikt XVI. seinen altersbedingten Rücktritt an.